# Capitólio Estadual da Flórida
O Capitólio Estadual da Flórida (em inglês: Florida State Capitol) é a sede do governo do estado da Flórida. Localizado na capital, Tallahassee, o Capitólio Histórico ou "Velho Capitólio", foi construído em 1845, foi ameaçado de demolição no final da década de 1970, quando o novo edifício do Capitólio foi construído. Tendo sido restaurado em 1982, o Capitólio Histórico está localizado diretamente atrás do novo edifício do Capitólio. Seu espaço adaptado contém um museu expondo a história política do estado, denominado Florida Historic Capitol Museum, que é administrado pelo Legislativo da Flórida.